# Noel Kinsey
Noel Kinsey (Treorchy, Gales, 24 de diciembre de 1925-24 de mayo de 2017) fue un futbolista internacional británico que se desempeñaba en la posición de interior derecho. Disputó un total de siete partidos internacionales y marcó 111 goles en 444 partidos ligueros. Su carrera, la cual completó en la Football League, duró catorce años.

## Carrera
Kinsey se formó en las filas del equipo amateur de su localidad natal, en primer lugar, y más tarde en las del Cardiff City. En 1947, fichó por el Norwich City de la Third Division South. El equipo dirigido por Duggie Lochhead había acabado en la penúltima posición de la Third Division South en la temporada 1947-48, por lo que tuvo que solicitar nuevamente su inclusión en la Football League, la cual le fue concedida. En la siguiente temporada, el conjunto escaló hasta la décima posición, mientras que en la 1949-50, el Norwich finalizó en el undécimo puesto, con Kinsey como máximo goleador, con diecisiete tantos. El conjunto ascendió hasta la segunda plaza bajo la dirección de Norman Low en la temporada 1950-51, pero tan solo el Nottingham Forest, que se había proclamado campeón de la categoría con seis puntos más, obtuvo el ascenso. El combinado de Norwich cayó hasta la tercera posición de la categoría en 1951-52, a cinco puntos del primer clasificado, el Plymouth Argyle, mientras que al año siguiente fue el cuarto, cuatro puntos por detrás de los campeones, los Bristol Rovers. En total, anotó 57 goles en 223 partidos ligueros con el equipo con base en Carrow Road.
En 1953, el internacional galés firmó un contrato con el Birmingham City, en aquel entonces dirigido por Bob Brocklebank. Los «Blues» finalizaron en la séptima plaza de la Second Division en la temporada 1953-54. Al año siguiente, se proclamaron campeones de la categoría tras una campaña muy igualada. Tanto fue así, que obtuvieron una mejor posición que el segundo y tercer clasificado, el Luton Town y el Rotherham United, respectivamente, únicamente por la diferencia de goles. Kinsey anotó diecisiete goles en cuarenta partidos en la campaña de 1955-56 de la First Division, histórica para el club birminghamés, incluyendo un hat-trick en un partido contra el Everton, disputado en St Andrew's en Boxing Day. Esa temporada, el Birmingham consiguió finalizar sexto en la First Division, lo que supuso el mejor resultado para el equipo en su historia, así como llegar a la final de la FA Cup, celebrada en Wembley. Anotó el gol del empate en el minuto 15 de partido, pero el Manchester City acabó haciéndose con el título tras vencer por tres tantos a uno, a pesar de que su portero, Bert Trautmann, jugó los últimos minutos del encuentro con una grave lesión de cuello. El Birmingham quedó duodécimo en la temporada 1956-57 y decimotercero en la 1957-58. Kinsey anotó un total de 56 goles en 173 encuentros de liga y copa con el Birmingham City.
En febrero de 1958, fue transferido al Port Vale de la Third Division por 5000 libras esterlinas, en un fichaje que resultó en el reencuentro con su antiguo entrenador, Norman Low. Consiguió un doblete en la victoria de su equipo contra el Watford por cinco tantos a cero el 8 de marzo en Vale Park. Esos dos fueron los únicos goles que marcó Kinsey en los catorce encuentros que disputó en la temporada 1957-58, la última de existencia de la Third Division South. En la siguiente campaña, los «Valiants» se hicieron con la edición inaugural de la Fourth Division y Noel anotó en tres ocasiones en los 37 encuentros que disputó. No obstante, en septiembre de 1959 perdió su puesto de titular y en esa campaña, solo consiguió marcar un gol en diecinueve encuentros de la Third Division. En mayo de 1960, firmó un contrato como jugador-entrenador, pero tan solo jugó seis partidos de la  temporada 1960-61. Llegó a un acuerdo con el club para rescindir su contrato en abril de 1962. En ese momento, fichó por el King's Lynn, de la Southern Football League. Tras su estancia en este equipo, se convirtió en el entrenador del Lowestoft Town, de la Eastern Counties Football League, cargo que complementó con el de jugador de este mismo conjunto.

### Trayectoria
| Club                  | País       | Temporadas | Partidos | Goles |
| --------------------- | ---------- | ---------- | -------- | ----- |
| Norwich City F. C.    | Inglaterra | 1947-1953  | 223      | 57    |
| Birmingham City F. C. | Inglaterra | 1953-1958  | 149      | 48    |
| Port Vale F. C.       | Inglaterra | 1958-1961  | 72       | 6     |

### Carrera internacional
Kinsey fue seleccionado en siete ocasiones por la selección galesa entre 1951 y 1955. Asimismo, participó en las rondas clasificatorias para la Copa Mundial de Fútbol, de las que disputó un partido celebrado en el Racecourse Ground el 31 de marzo de 1954, en el que su selección cayó derrotada por dos a uno contra Irlanda del Norte.

## Palmarés

### Como jugador
Norwich City F. C.
- Subcampeón de la Third Division South 1950-51.

Birmingham City F. C.
- Campeón de la Second Division 1954-55.
- Subcampeón de la FA Cup 1955-56.

Port Vale F. C.
- Campeón de la Fourth Division 1958-59.

Individualmente
- Inclusión en el Salón de la Fama del Norwich City Football Club en 2003.[6]

### Citas
1. 1 2 3 4 5 6  Kent, 1996, p. 164.
2. ↑  BBC (24 de mayo de 2017). «Fallece Noel Kinsey» (en inglés). Consultado el 25 de mayo de 2017.
3. ↑  «List of the teams and their nicknames» (en inglés). English Football League. 2013. Archivado desde el original el 24 de diciembre de 2014. Consultado el 24 de diciembre de 2014.
4. ↑  «Port Vale» (en inglés). The beautiful history. Consultado el 24 de diciembre de 2014.
5. ↑  «Wales v Northern Ireland, 31 March 1954» (en inglés). 11v11. Consultado el 25 de diciembre de 2014.
6. ↑  «Canary stats - Norwich City Hall of Fame» (en inglés). Eastern Daily Press. Archivado desde el original el 27 de septiembre de 2007. Consultado el 24 de diciembre de 2014.